# Золоті роги
«Золоті роги» (рос. «Золотые рога») — радянський художній фільм-казка, поставлений на Центральній кіностудії дитячих і юнацьких фільмів імені М. Горького у 1972 році режисером  Олександром Роу.

## Сюжет
Жили-були російська жінка Євдокія і дві її маленькі доньки. Але одного разу зла Баба Яга викрала дівчаток і перетворила їх в ланей. Безстрашна Євдокія повинна врятувати дочок. Їй належить подолати багато важких випробувань, але на допомогу приходять лісові мешканці, добрий олень Золоті Роги, Сонце, Місяць, Вітер і Земля Руська.

## У ролях
- Раїса Рязанова —  Євдокія
- Володимир Бєлов —  Кирюша
- Ірина Чигринова —  Машенька
- Олена Чигринова —  Дашенька
- Георгій Мілляр —  Баба Яга / дід Маркел
- Олексій Смирнов —  Капітонич, лісовик
- Лев Потьомкін —  Водяний
- Анастасія Зуєва —  оповідачка
- Юрій Харченко —  Хохрик
- Іван Байда —  Тяп
- Олександр Горбачов —  Ляп
- Віра Алтайська —  Кухарочка
- Зоя Земнухова —  Сучок
- Маргарита Корабельникова —  Задоринка
- Олександр Ткаченко —  Сонечко Красне
- Валентин Брилєєв —  Місяць Ясний
- Олександр Хвиля —  Вітер Вітрович
- Михайло Пуговкін —  отаман Ірод
- Борис Січкін —  Кульбаба
- Савелій Крамаров —  Скриня

## Знімальна група
- Сценарій —  Льва Потьомкіна,  Олександр Роу
- Постановка —  Олександр Роу
- Оператори — Юрій Дьяконов,  Володимир Окунєв
- Художник —  Арсеній Клопотовський
- Композитор —  Аркадій Філіпенко